# 西元徹也
西元 徹也（にしもと てつや、1936年〈昭和11年〉6月1日 - 2024年〈令和6年〉4月3日）は、日本の陸上自衛官、軍事評論家。第23代陸上幕僚長、第20代統合幕僚会議議長。元隊友会会長。1佐までの職種は機甲科。

## 略歴
鹿児島県垂水市及び北海道恵庭市出身。1959年（昭和34年）3月、防衛大学校応用化学科 卒業（第3期）。
1970年（昭和45年）7月、3等陸佐。1974年（昭和49年）7月、2等陸佐。1976年（昭和51年）8月2日、第4戦車大隊長兼玖珠駐屯地司令。1978年（昭和53年）7月1日、1等陸佐。
1979年（昭和54年）7月20日、陸上幕僚監部防衛部付。同年8月1日、陸上幕僚監部防衛部運用課運用第1班長。1982年（昭和57年）3月16日、防衛研修所所員。1983年（昭和58年）3月16日、陸上幕僚監部防衛部運用課長。
1984年（昭和59年）7月1日、陸将補。1985年（昭和60年）3月16日、中部方面総監部幕僚副長。1986年（昭和61年）3月17日、陸上幕僚監部防衛部長。
1988年（昭和63年）7月7日、陸将昇任、第7師団長。1989年（平成元年）6月30日、陸上幕僚副長。1991年（平成03年）3月16日、中部方面総監。1992年（平成04年）3月16日、第23代 陸上幕僚長。1993年（平成05年）7月1日、第20代 統合幕僚会議議長。
1996年（平成08年）3月24日、退官。1998年（平成10年）8月、防衛庁顧問。2002年（平成14年）3月、防衛庁顧問辞任。
2007年（平成19年）11月3日、平成19年秋の叙勲において瑞宝重光章を受ける。
2010年（平成22年）1月8日、防衛大臣補佐官（現防衛大臣政策参与）。2011年（平成23年）9月27日、防衛大臣補佐官（現防衛大臣政策参与） 退官
2012年（平成24年）6月、公益社団法人隊友会会長。
2024年（令和6年）4月3日、東京都の自宅で死去。

## 栄典
- 瑞宝重光章 - 2007年（平成19年）11月3日

## 参考資料
- 『官報』1979年07月21日 本紙 15752 人事異動
- 『官報』1979年08月02日 本紙 15762 人事異動
- 『官報』1982年03月17日 本紙 16538 人事異動
- 『官報』1983年03月17日 本紙 16835 人事異動
- 『官報』1984年07月04日 本紙 17222 人事異動
- 『官報』1985年03月27日 号外 31 人事異動
- 『官報』1986年03月27日 号外 35 人事異動
- 『官報』1988年07月12日 本紙 18415 人事異動
- 『官報』1989年07月11日 号外 100 人事異動
- 『官報』1991年04月15日 号外 49 人事異動
- 『官報』1992年04月03日 号外 47 人事異動
- 『官報』1993年07月12日 本紙 1194 人事異動
- 『官報』1996年04月09日 号外 84 人事異動
- 『官報』2010年02月02日 本紙 5244 人事異動
- 『官報』2011年10月27日 号外 232 人事異動